# Prévessin-Moëns

Prévessin-Moëns este o comună în departamentul Ain din estul Franței.